# Memecylon constrictum
Memecylon constrictum är en tvåhjärtbladig växtart som beskrevs av William Grant Craib. Memecylon constrictum ingår i släktet Memecylon och familjen Melastomataceae. Inga underarter finns listade i Catalogue of Life.